# Wojskowy Sąd Marynarski w Gdyni
Wojskowy Sąd Marynarski w Gdyni – jednostka organizacyjna służby sprawiedliwości Wojska Polskiego II RP.
25 września 1937 roku minister spraw wojskowych rozkazem Dep. Dow. Og. 4758 Org. utworzył Wojskowy Sąd Marynarski z siedzibą w Gdyni. Zarządzenia niezbędne dla uruchomienia sądu miał wydać szef Kierownictwa Marynarki Wojennej w porozumieniu z szefem Departamentu Sprawiedliwości MSWojsk.. 
Sąd został uruchomiony z dniem 1 kwietnia 1938 roku.
Sąd działał na podstawie ustawy z 29 września 1936 roku Prawo o ustroju sądów wojskowych. Przepisy ustawy odnoszace się do wojskowych sądów rejonowych były stosowane odpowiednio do Wojskowego Sądu Marynarskiego. Sąd składał się z sędziego wojskowego, który był kierownikiem sądu oraz odpowiedniej liczby wojskowych sędziów rejonowych. W Wojskowym Sadzie Marynarskim zadania prokuratora wojskowego wykonywali oficerowie sądowi, wyznaczani spoza korpusu oficerów audytorów przez zwierzchnika sądowo-karnego. Sprawy kancelaryjne załatwiał sekretariat sądu, złożony z kierownika sekretariatu i potrzebnej ilości innych pracowników kancelaryjnych.
Obszarem działania Wojskowego Sądu Marynarskiego był rejon sądowy Gdynia, obejmujący Powiatową Komendę Uzupełnień Gdynia. 
W 1939 roku kierownikiem sądu był mjr aud. Czesław Kędzierski.